# Таранов, Иван Афиногенович
Иван Афиногенович Таранов (1895—1974) — советский военачальник, участник Великой Отечественной войны, генерал-майор (16.07.1943).

## Биография
Окончил 7 классов сельской школы (1908). Русский. Служил в царской армии, последний чин — унтер-офицер.
В Красной Гвардии с 1917 года. Участник Гражданской войны. Командир Сычевского партизанского отряда (1917-18), с февраля 1918 — командир эскадрона 1-го Донского кавалерийского социалистического полка, воевал против войск генерала Мамонтова, ранен в ногу (1918), легко ранен в голову (1919). Член ВКП(б) с 1919 года. Окончил годичные Тверские кавалерийские командные курсы (1919—1920), по окончании — командир 1-го эскадрона 2-го кавалерийского полка (14-го; 62-го кавполка) особой бригады при Реввоенсовете 1-й Конной армии (1923-25). Приказом РВСР № 160 от 16.10.1923 года награждён орденом Красного Знамени.
С октября 1924 по август 1925 — слушатель Ленинградских кавалерийских КУКС РККА. С 5 августа 1925 по 15 ноября 1927 — начальник полковой школы 13-го (61-го) кавалерийского полка 1-й Отдельной особой кавалерийской бригады. С 15 ноября 1927 г. временно, а с марта 1928 по 25 марта 1930 года — помощник командира 61-го кавалерийского полка по хозчасти. С марта 1930 г. — командир отдельного пулемётного эскадрона 10-й Майкопской кавалерийской дивизии. В 1931 учился на курсах усовершенствования комсостава Северо-Кавказского военного округа, затем командир кавалерийского дивизиона Тверской кавалерийской школы (1.6.31-15.1.33). С января 1933 г. — слушатель Московских мото-механизированных КУКС. Начальник автотехнической службы 3-й кавалерийской дивизии им. Котовского (с ноября 1933), одновременно начальник штаба 3-го механизированного полка 3-й кавалерийской дивизии (1933-35), командир танкового батальона 14-й механизированной бригады (июнь 1936 — декабрь 1937). С декабря 1937 по май 1938 слушатель Ленинградских бронетанковых курсов усовершенствования комсостава, после чего вновь командир танкового батальона 14-й механизированной бригады. Приказом НКО № 01378 от 1938 присвоено звание полковника.
С 19 августа 1939 по 15 марта 1940 года командовал 66-й легко-танковой бригадой Южного фронта, в марте 1940 года назначается начальником автобронетанковых войск 9-й армии (второго формирования, согласно официальным данным сформирована в июне 1940 года для военного освободительного похода с задачей возвращения Бессарабской губернии) и подчинялась Южному фронту.
Затем командовал 41-й легко-танковой бригадой (Ленинакан), затем 236-й моторизованной дивизией (Аштарак) 28-го мехкорпуса, сформированной на базе 41-й легко-танковой бригады. В ноябре 1940 — марте 1941 учился на курсах усовершенствования начсостава при Военной Академии им. Фрунзе.
Перед войной полковник И. А. Таранов был назначен на должность заместителя командира 54-й танковой дивизии (Ленинакан) 28-го механизированного корпуса (Ереван).
С началом Великой Отечественной войны в августе 1941 года участвовал в Иранском походе Красной Армии.
С 28 сентября 1941 года командир 25-й танковой бригады. С 15 ноября 1941 года начальник автобронетанкового снабжения 2-го кавалерийского корпуса. С 29 апреля 1942 года — командир 201-й танковой бригады. Участник сражений за Москву.
В ходе Курской битвы 6-11 июля бригада 1943 находилась в обороне, отражая по 6- атак противника ежедневно, 12 июля перешла в наступление. 16 июля 1943 года присвоено звание генерал-майора танковых войск. 3 октября 1943 был ранен и эвакуирован в госпиталь, в середине ноября вернулся в часть.
С марта 1945 назначен командиром 231-й самоходной артиллерийской бригады в составе 7-го механизированного корпуса, который в августе 1945 года участвует в боях против Японии на Забайкальском фронте. Бригада успешно участвовала в боях, преодолела хребет Большого Хингана и достигла Порт-Артура.
Заместитель командира 31-й механизированной дивизии 4-й армии Закавказского военного округа (24.9.47-6.2.52), заместитель командира 3-го горно-стрелкового корпуса по БТиМВ (2.10.52-8.2.54). Учился на академических курсах усовершенствования офицерского состава при Военной академии БТиМВ им. Сталина (6.2.-31.10.1952). С 8 февраля 1954 — помощник командира 3-го горно-стрелкового корпуса по бронетанковой технике (8.2.54-8.2.55).
Приказом МО СССР № 0815 уволен в отставку по ст.60 «Б» (8.2.55), жил в Ужгороде, затем в Днепропетровске.

## Награды

### СССР
- орден Ленина (21.02.1945)
- четыре ордена Красного Знамени (16.10.1923, 03.11.1944, 27.09.1945, 1948)
- орден Суворова II степени (8.2.1943)
  - Медали СССР в т.ч:
  - «XX лет Рабоче-Крестьянской Красной Армии» (22.02.1938)
  - «За оборону Москвы» (01.05.1944)
  - «За Победу над Германией в Великой Отечественной войне 1941—1945 гг.»
  - «За победу над Японией»

Приказы (благодарности) Верховного Главнокомандующего в которых отмечен Таранов И. А.
- За отличные боевые действия в боях с японцами на Дальнем Востоке. 23 августа 1945 года. № 372

### Иностранные награды
- Командор Ордена Британской Империи (Великобритания 1944)[3]

## Память
- В городе Валуйки в честь И. А. Таранова названа улица.